# Wallace (Dakota del Sur)
Wallace es un pueblo ubicado en el condado de Codington en el estado estadounidense de Dakota del Sur. En el Censo de 2010 tenía una población de 85 habitantes y una densidad poblacional de 246,76 personas por km².

## Geografía
Wallace se encuentra ubicado en las coordenadas 45°5′4″N 97°28′41″O / 45.08444, -97.47806. Según la Oficina del Censo de los Estados Unidos, Wallace tiene una superficie total de 0.34 km², de la cual 0.34 km² corresponden a tierra firme y (0%) 0 km² es agua.

## Demografía
Según el censo de 2010, había 85 personas residiendo en Wallace. La densidad de población era de 246,76 hab./km². De los 85 habitantes, Wallace estaba compuesto por el 96.47% blancos, el 2.35% eran afroamericanos, el 0% eran amerindios, el 0% eran asiáticos, el 0% eran isleños del Pacífico, el 0% eran de otras razas y el 1.18% pertenecían a dos o más razas. Del total de la población el 0% eran hispanos o latinos de cualquier raza.